# دون لوس
دون لوس هو لاعب هوكي الجليد كندي، ولد في 2 أكتوبر 1948 في لندن في كندا.

## وصلات خارجية
- دون لوس على موقع دوري الهوكي الوطني (الإنجليزية)
- دون لوس على موقع EliteProspects.com (الإنجليزية)
- دون لوس على موقع HockeyDB.com (الإنجليزية)
- دون لوس على موقع Hockey-Reference.com (الإنجليزية)